# Vůz BDbmsee447 ČD
Vozy řady BDbmsee447 (původně dodány jako BDmeer, potom do prosince 2010 označeny BDbmrsee), očíslované v intervalu 51 54 82-70, jsou jednou z řad osobních vozů Českých drah přizpůsobených pro přepravu vozíčkářů . Všechny tyto vozy (075–100) byly vyrobeny pro tehdejší Československé státní dráhy ve VEB Waggonbau Bautzen v letech 1987–1988. Po rozpadu Československa připadlo Českým drahám 16 těchto vozů. Všechny vozy vyjma vozu č. 100 byly zmodernizovány na řadu Bbdgmee236.

## Technický popis
Jsou to neklimatizované vozy typu UIC-Z délky 26 400 mm. Mají podvozky GP 200 S 25 vybavené kotoučovými brzdami. Jejich nejvyšší povolená rychlost je 160 km/h.
Vnější nástupní dveře těchto vozů jsou předsuvné, ovládané pákou a vybavené posilovačem. Dveře jsou vybaveny pneumatickým dálkovým zavíráním, a za jízdy jsou blokovány. Mezivozové přechodové dveře jsou manuálně posuvné do strany. Vozy mají polospouštěcí okna.
Mají celkem sedm oddílů – pět klasických, oddíl číslo šest je pro vozíčkáře a sedmý, na druhém konci vozu, je služební. Původně měly vozy osmimístné oddíly a oddíl pro vozíčkáře byl kvůli zúžení trojmístný (sedačky byly jen na jedné straně oddílu). Vozy tedy měly celkem 40 + 3 polohovatelných sedaček. Při úpravách vozů byly mj. běžné oddíly změněny na šestimístné, ale jsou již bez polohovatelných sedaček. Tyto vozy mají celkem 30 + 3 míst k sezení.
Vytápění vozů je realizováno pomocí elektrického ohřívače vzduchu s automatickou regulací teploty. Provozní osvětlení vozů je řešeno zářivkami, nouzové a noční je provedeno pomocí žárovek.
Vozy jsou vybaveny centrálním zdrojem energie (CZE), který umožňuje napájet elektrická zařízení (např. osvětlení) z topného kabelu namísto nápravového generátoru. CZE může být napájen nejen z topného kabelu, ale i z trojfázové veřejné sítě 380 V / 220 V. Ve vozech se nachází i zásuvky 230 V, po jedné v každé umývárně a další na chodbičce, ale ty jsou aktivní jen pokud je vůz napájen z veřejné sítě.
Původní nátěr vozů byl tmavě zelený se žlutým pruhem pod okny. Byl řešen pomocí polyuretanových barev. Nynější[kdy?] nátěr je přes okna zelený a zbytek je bílý, případně je proveden v korporátním stylu Českých drah od studia Najbrt.

## Přeprava tělesně postižených
Vozy jsou vybaveny pro přepravu cestujících na vozíku, a na rozdíl od vozů BDhmsee451, 448 mají i plošinu k jejich nakládání. Vůz má ve střední části dveře pro nástup cestujících na invalidním vozíku a také je zde pro ně vyhrazený oddíl. Prostorné WC uzpůsobené pro pohyb s invalidním vozíkem se proto nachází také uprostřed vozu. Vůz má rozšířenou chodbičku tak, aby vozík mohl pohodlně zajet od vnějších širokých dveří kolem WC až do šestého oddílu.
Vozy jsou v oddíle pro vozíčkáře a na WC vybaveny SOS tlačítkem, kterým může být přivolána vlaková četa.

## Modernizace
První modernizace proběhla v letech 1996–1997. Jejím účelem bylo dosazení nových sedadel (po šesti v oddíle místo původních osmi) při úpravě vozu pro mezinárodní provoz RIC.
Koncem 90. let byl vyměněn motor hydraulického čerpadla u plošiny pro vozíčkáře. Původně byl tento motor napájen ze sítě 220 V, nový motor vyžaduje napětí 24 V. Tím mohl být z vozu odstraněn měnič 24 V / 220 V.
Od roku 2012 do roku 2014 proběhla v ŽOS Trnava, MOVO Plzeň a Pars nova Šumperk modernizace všech vozů vyjma vozu č. 100 na řadu Bbdgmee236. Modernizace spočívala v obnově interiéru s dosazením moderních polohovatelných sedaček, dosazení klimatizace, vakuových WC, elektronického informačního a rezervačního systému, nových předsuvných dveří ovládaných tlačítky a zásuvek 230 V.

## Provoz
Původně byly vozy nasazovány na vnitrostátních expresech mezi Prahou a Košicemi nebo Bratislavou.
Vozy vždy bývaly řazeny na vlacích EuroCity a expres, případně i na rychlících. Nejprestižnější spoje, na kterých vozy kdy jezdily, byly spoje EuroCity Praha – Brno – Vídeň / Budapešť, a to zhruba od roku 2010. Dále je bylo možné potkat na expresech z Prahy do Žiliny, nebo na rychlících Praha – Plzeň, příp. Praha – České Budějovice.[zdroj?]
Po modernizaci všech ostatních vozů zůstal v provozu jediný zástupce této řady. Od roku 2018[zdroj?] je řazen na víkendových cyklovlacích Cyklo Brdy Praha – Beroun – Březnice – Blatná, mimo sezónu jako záloha za vozy jiných řad.